# Самойлов Олександр Миколайович
Олександр Миколайович Самойлов (1744 - 1814) – російський військовий діяч 18 — 19 століття. Дружина - Катерина Сергіївна Самойлова (до шлюбу Трубецька), сестра Трубецького Василя Сергійовича.
Розпочав службу в Семенівському полку в 1760 році рядовим, відзначився в російсько-турецьких війнах 1768—1774 та 1787—1792 рр. За хоробрість та відвагу був нагороджений орденом Святого Георгія 4-го ступеня. Брав участь в комісії, яка судила Пугачова. В Російсько-турецькій війні (1787—1792) Самолов був уже в чині генерал-поручника. В 1781—1783 рр. командував тавричним єгерським корпусом. В 1788 брав участь в штурмі Очакова. За цю операцію був удостоєний ордена Святого Георгія 2-го ступеня.
Відзначився при взятті фортеці Каушани, Кілії і був нагороджений орденом Святого Олександра Невського, а за штурм Ізмаїла – орденом Святого Володимира 1-го ступеня. В кінці січня 1792 року саме Самойлов привіз Катерині II відомість про заключення миру. За це імператриця особисто нагородила його орденом Андрія Первозванного і пожалувала йому 30 тисяч рублів.  В 1792 році Катерина II призначила його генерал-прокурором і державним скарбником; на цій посаді він пробув до смерті імператриці. Після цього про нього нічого не відомо.